# キネマの神様
『キネマの神様』（キネマのかみさま）は、原田マハの長編小説。2008年12月12日に文藝春秋から単行本が刊行され、2011年5月10日に文庫化された。2021年には、映画化に際し山田洋次が脚色した『キネマの神様』のシナリオを基に生まれた新たな物語である、『キネマの神様 ディレクターズ・カット』（文藝春秋刊、単行本）が発売された。
2018年には舞台化され、2021年には映画版が公開された。

## 製作
作者の原田は「本作は限りなく私小説に近いというか、物語の3割ほどは実体験に基づいたものである。残りの7割はファンタジー風になっているが、自分の人生がこんな感じになればいいなという願望を込めた部分もある」からこそ「父の人生にこんな温かな奇跡みたいなものが起きてほしい」と思って小説を書いたと語っている。さらに原田は「父は無類の読書家だが、若い頃は大変なギャンブル好きでいつも借金を重ねていた。しかし幸いなことに兄が小説家として父のことを書くようになって、自分も作家になってから父のことをあからさまに曝け出すことができるようになった。そのため、父が兄と私にとって創作という作業には欠かせない力となっているのは事実かもしれない」と述懐している。

## あらすじ
東京総合株式会社に勤める円山歩は課長という立場になりながら、社内の風当たりと、突然の左遷により会社を辞職する。それと同時期に父の円山ゴウは長年にわたるギャンブルによる多重債務により親戚たちにも迷惑を掛け家庭が首が回らない状況なのを知る。父の借金の返済をするためギャンブルを強制的に辞めさせ、もう一つの趣味である映画鑑賞だけを許し、自身も就職活動をする中、父の映画の趣味が高じて映画雑誌の「映友」のホームページにいたずら半分で映画評論を投稿したことがきっかけで人生が思わぬ方向へ変わっていくこととなる。

## 登場人物
円山郷直（まるやま さとなお）
通称「ゴウ」。物語の開始時点では79歳、禿頭が目立つ風貌で、心臓手術の後は杖をついている。能天気な性格で無類のギャンブル好きだが、それが原因で多額の借金を背負い、家族に迷惑を掛けている。かつてはセールスマンであったが、夜逃げと自己破産を繰り返し、現在はマンション管理人の職に落ち付いている。趣味は映画鑑賞で、その影響が歩にも及んでいる。
円山歩（まるやま あゆみ）
ゴウの娘。物語の開始時点では39歳。都市開発の仕事に携わり、課長まで昇進をしたものの、社内抗争に巻き込まれて退職を余儀なくされる。父の世話に手を焼いていたが、父の思わぬいたずらによって、自分の運命が変わっていくこととなる。
円山淑子（まるやま あきこ）
ゴウの妻であり、歩の母親。ゴウに手を焼きながらも長年連れ添い支えてきた。マンションの管理人の仕事も実際にはほぼ淑子がこなしている。
寺林新太郎（てらばやし しんたろう）
通称「テラシン」。ゴウ行きつけの名画座『テアトル銀幕』の館主。白髪頭に黒縁眼鏡で外に出て仕事をしてる際は「カーネルサンダース」みたいだとゴウにいじられている。ゴウとは3歳差で、ゴウのだらしない性格を知りつつも長年親友としてやってきた。
ローズ・バッド
ゴウの映画評論に的確な反論をしてくる謎の人物。アメリカ人であることしかわかっていないが、ゴウと激論を繰り返し、これによって『映友』のホームページのアクセス数は倍になっていき、いつしかゴウは彼を友人と呼ぶようになる。
高峰好子 （たかみね よしこ）
出版社・映友社の取締役で、映画雑誌『映友』の編集長。祖父の代から続いている会社を受け継いでいるものの、雑誌の売れ行きに悩んでいる。ゴウの思わぬ書き込みから歩を映友社の専属の評論ライターとして雇うことになる。
新村穣（にいむら　じょう）
映友社の編集者で35歳。軽率な性格で初対面の歩に対して罵声をあげたりするも、決して悪い人物でもなくその性格が父親のゴウやテラシンとそりが合いすぐに仲良くなる。誰が相手でも自分の態度を変えない。
柳沢清音（やなぎさわ　きよね）
歩の前職の後輩。財界の大物の令嬢で才色兼備な人物ながら歩を慕っており、歩が退職したことを気にかけていた、歩が退職して間もなく自身も学生時代にワイオミングで知り合ったアメリカ人男性と結婚しワイオミングに引っ越す。その後思わぬ形で歩の仕事の協力をすることになっていく。
高峰興太 （たかみね こうた）
好子の一人息子で通称「ばるたん」。29歳の引きこもり、『映友』のブログを開設し、ゴウの投稿に目をつけ歩を雇い、ゴウに映画評論の書き込みをさせることを提案する。映画版ではその役割を円山勇太に譲った。
バーブ馬場（バーブ ばば）
有名な映画評論家。

## 書誌情報
単行本
2008年12月12日発売、文藝春秋、ISBN 978-4-16-327730-1
文庫本
2011年05月10日発売、文春文庫、ISBN 978-4-16-780133-5
キネマの神様 ディレクターズ・カット
2021年3月24日発売、文藝春秋、ISBN 978-4-16-391346-9

## 舞台
秋田雨雀・土方与志記念青年劇場にて2018年に舞台化された。脚本は高橋正圀。2020年から2021年まで全国演劇鑑賞団体連絡会議にて巡演した。主な巡演地方は九州、北陸、中国、四国地方。
内容は後述の映画版とは異なり、寺林新太郎（テラシン）の視点で物語が進む他は概ね原作に忠実になっている。

## 映画
松竹映画100周年記念作品として、2021年8月6日に公開。監督は山田洋次。撮影に先駆けて「この時代に生きた映画人の人生を、映画製作100年の歴史を誇る松竹という舞台で華やかに描きたいと思います」とコメントしている。
なお、原作や舞台版とは大幅に異なる内容になったため、前述の通り、映画版の内容を元にした『キネマの神様 ディレクターズ・カット』が発売された。

### 概要
当初は志村けんと菅田将暉の主演（志村にとっては映画初主演）で2020年12月に公開予定だったが、同年3月24日に志村の新型コロナウイルス感染が明らかになると同月26日に出演辞退が発表された（同月29日、志村は死去した）。その後政府による緊急事態宣言を受けて撮影が中断された。
同年5月16日に沢田研二が志村の代役を務めることが発表され、同日、志村の笑顔をスクリーンに映し出したメッセージビジュアルが公開された。
一旦、2021年4月16日公開予定と発表されたが、新型コロナウイルスの感染拡大に伴い、再延期となることが同年2月12日に発表された。
2022年2月2日、Blu-ray＆DVD発売。デジタル配信開始。
本作にはまえだまえだの前田航基・旺志郎兄弟が出演している。兄弟で同じ映画に出演するのは2011年公開の「奇跡」以来10年ぶり。

### あらすじ
現代パート
ラグビーワールドカップ2019が開かれていたころ、円山歩（寺島しのぶ）は勤務先の会社で父の借金返済を迫る電話を受ける。その父、円山郷直（ゴウ）（沢田研二）は、競馬と酒に溺れる毎日で歩や母の円山淑子（宮本信子）も知らないところで借金を重ねていた。歩は自分の持ち金で借金取り（北山雅康）を追い払った。のちに歩は失職する。
歩と淑子はギャンブル依存症の相談会に赴き、その教えに従ってゴウのキャッシュカードを取り上げ、競馬を禁止した。行く当てのないゴウは、淑子がパートで勤める映画館「テアトル銀幕」に出かけ、顔なじみの館主・寺林新太郎（テラシン）（小林稔侍）から今度リバイバル上映する映画のフィルムチェック試写に誘われる。映画のヒロイン・桂園子（北川景子）の目元がアップになる場面で、あの瞳には自分が映っているとゴウは話す。
過去パート
若い頃のゴウ（菅田将暉）は松竹撮影所で監督を目指す映画マンだった。出水宏監督（リリー・フランキー）の撮影したその映画でゴウは助監督を務めていた。スター女優・桂園子、また同年代の映写技師・テラシン（野田洋次郎）、撮影所近くの飲食店の娘・淑子（永野芽郁）たちに囲まれ充実した生活を送っていた。
伊豆半島でのロケの時に、ゴウは普段は撮影所から出られないテラシンと淑子を呼び寄せ、オフの日に園子の運転する自動車でドライブを楽しんだ。テラシンはそこで淑子に自分の映画館を作りたいという夢を語る。そして淑子の笑顔をカメラのシャッターに収めた。
その後、ゴウは映画のシナリオを着想する。一方テラシンは淑子への恋心をゴウに打ち明ける。ゴウはラブレターを書くことを勧めた。だが、それを受け取った淑子は困惑する。淑子の思いの人はゴウだった。淑子に相談されたゴウは断りの返事を書くよう答える。雨が降りしきる中、ゴウと淑子はキスを交わす。数日後、ラブレターの返事をゴウから渡されたテラシンは淑子との関係を疑い、ゴウに怒りをぶつけた。
そして、ゴウのシナリオ『キネマの神様』は初の監督作として製作が決まる。撮影初日、緊張するゴウはカメラアングルを巡ってキャメラマンの森田（松尾貴史）と揉めた弾みにセットから転落して負傷、それを機にゴウは撮影所を去り、映画は作られないままとなった。撮影所を去る際、ゴウはテラシンに「淑子を譲る」と言うとテラシンは激怒し、ゴウを突き飛ばした。淑子はゴウを追いかけていった。
現代パート
映画が終わるとそこには淑子がいた。ゴウは淑子に帰るように言い、自分は自宅には帰らなかった。数日後、ゴウが帰宅すると『キネマの神様』の脚本をテラシンから借りていた孫の円山勇太（前田旺志郎）が、この話は面白いと話しかけてきた。これを現代風に直して、木戸賞に応募してはどうかという。ゴウは、100万円という賞金に興味を示し、二人は脚本の手直しを始める。
数日後、過呼吸気味でテアトル銀幕に駆け込んできたゴウは、テラシンに自身が木戸賞に受賞したことを伝える。そして祝賀会をテアトル銀幕で行った。すっかり酔ったゴウはマイクを持つ。歌った曲は東村山音頭だった。水川（志尊淳）たちに抱えられながら千鳥足で帰宅したゴウは淑子に一枚の写真を渡し、涙を流す。その写真は若かりし頃、伊豆半島に園子の車でドライブした時にテラシンが撮った淑子の笑顔の写真だった。程なくしてゴウは倒れ救急搬送され入院する。木戸賞の授賞式には歩が代理で出席した。ゴウは、見舞いに来たテラシンと共に電話で授賞式を聞いていた。歩は授賞スピーチの際、ゴウに渡された1枚のメモを読んだ。家族への感謝が綴られた文章に歩は号泣しながら読んだ。淑子とテラシンも号泣した。
退院したゴウは、車椅子に乗りテアトル銀幕へ向かった。そして既に上映が始まっているシアター内に勇太と一緒に入り映画を観る。テラシンは、歩と淑子に新型コロナウイルスの影響で映画館を閉館することを伝える。歩はテラシンに木戸賞の賞金を渡し、映画館を続けようと説得した。一足遅れて歩と淑子もシアターに入り映画を観る。ゴウは、スクリーンに映る園子に呼ばれるように、息を引き取った。

### キャスト
エンドロールにて「さようなら 志村けんさん」と献辞している。
- 円山郷直（ゴウ）：沢田研二[13]
- 若き日のゴウ：菅田将暉
- 若き日の淑子：永野芽郁[7]
- 若き日のテラシン：野田洋次郎[18]
- 出水宏：リリー・フランキー[19][20]
- 円山勇太：前田旺志郎[19][20]
- 水川：志尊淳[19][20]
- 森田：松尾貴史
- 淑子の母：広岡由里子
- 借金取立人：北山雅康
- 家族の会主催者：原田泰造
- 常連の女性客：片桐はいり
- 岡村：迫田孝也
- 授賞式の司会者：松野太紀
- 撮影所の守衛：曾我廼家寛太郎
- 木村：今井翼[21]
- 照明助手：前田航基[22]
- 桂園子：北川景子[23][24]
- 円山歩：寺島しのぶ[25]
- 寺林新太郎（テラシン）：小林稔侍
- 円山淑子：宮本信子[7]
- 笠井信輔、広田亮平、松本岳、近藤公園、豊原江理佳、渋谷天笑、渋川清彦、江川央生、辻本みず希、船山陽司、翁華栄、ぎたろー、ムートン伊藤、山崎ユタカ、森本サイダー、加島ちかえ、小野瀬侑子、西田美歩、円谷優希 ほか

### スタッフ
- 原作：原田マハ『キネマの神様』（文春文庫刊）
- 監督：山田洋次
- 脚本：山田洋次、朝原雄三
- 主題歌：RADWIMPS feat.菅田将暉「うたかた歌」
- 音楽：岩代太郎
- VFX監修：山崎貴
  - VFX：白組、Fude
- 撮影：近森眞史
- 美術：西村貴志
- 照明：土山正人
- 編集：石島一秀
- 録音：長村翔太（監修：岸田和美）
- 効果：帆苅幸雄
- 助監督：佐々江智明、朝原雄三、石川勝己、濱田雄一郎、富澤昭文、高崎信久、森山詩苑
- 特殊メイク：メイクアップディメンションズ
- 医療監修：り よんじゃ
- 技術指導：兼松熈太郎（撮影）、加々美守（照明）、鈴木功（録音）
- スタントコーディネーター：辻井啓伺
- ラボ：東京現像所
- スタジオ：東宝スタジオ
- プロデューサー：房俊介、阿部雅人
- プロダクション総指揮：大角正
- 製作：高橋敏弘
- 配給：松竹
- 製作：「キネマの神様」製作委員会（松竹、テレビ朝日、木下グループ、住友商事、松竹ブロードキャスティング、voque ting、博報堂、博報堂DYメディアパートナーズ、読売新聞社、朝日放送テレビ、日本出版販売、GYAO、文藝春秋、 メ〜テレ）

### 受賞歴
- 第37回読売広告大賞 グランプリ [26]
- 第13回TAMA映画賞 最優秀男優賞 菅田将暉（『花束みたいな恋をした』『キャラクター』『キネマの神様』『浅田家！』）
- 第46回報知映画賞 助演女優賞 寺島しのぶ（『ヤクザと家族 The Family』『キネマの神様』『空白』）
- 第45回日本アカデミー賞[27][28]
  - 優秀作品賞
  - 優秀脚本賞 山田洋次／朝原雄三
  - 優秀撮影賞 近森眞史
  - 優秀照明賞 土山正人
  - 優秀音楽賞 岩代太郎
  - 優秀美術賞 西村貴志
  - 優秀録音賞 長村翔太
  - 優秀編集賞 石島一秀